# The Spirit of Youth
The Spirit of Youth is een Amerikaanse dramafilm uit 1929 onder regie van Walter Lang.

## Verhaal
De bokskampioen Jim Kenny wordt verliefd op de dorpsbibliothecaresse Betty en hij belooft haar te schrijven vanuit elke haven. Intussen wordt hij verliefd op een rijke, steedse vrouw. Claire kan Jim overreden tot een laatste gevecht alvorens zich terug te trekken uit het openbare leven. Wanneer hij het gevecht verliest, is Claire ontgoocheld in hem. Betty's geloof in Jim brengt het stel weer samen.

## Rolverdeling
| Acteur            | Personage       |
| ----------------- | --------------- |
| Dorothy Sebastian | Betty Grant     |
| Larry Kent        | Jim Kenney      |
| Betty Francisco   | Claire Ewing    |
| Maurice Murphy    | Ted Ewing       |
| Anita Louise      | Toodles Ewing   |
| Donald Hall       | Mijnheer Ewing  |
| Douglas Gilmore   | Hal Loring      |
| Charles Sullivan  | Bokser          |
| Sidney D'Albrook  | Boksorganisator |